# Томос от 29 юни 1850 година
Томосът от 29 юни 1850 година (на гръцки: Tόμoς της κθ΄ Ioυνίoυ 1850) признава автокефалията на църквата на Гърция от страна на Вселенската патриаршия. 
Този акт е преломен в отношенията между кралство Гърция и гърците от една страна и Османската империя и фанариотите от друга. На втори план пряко касае българо-гръцките отношения по време на българското Възраждане и катализира борбата за българска църковна независимост. 
Идеологическа опора за томоса са схващанията и съчиненията на Константинос Папаригопулос. Предходно съществува напрежение между Атина и Константинопол, формално обструкирано заради католическата конфесия на държавния глава крал Отон I Гръцки. Стига се дори до заплахи с обвинения от страна на Фенер във филетизъм. 
Томосът е скрепен в чл. 3 от действащата конституция на Гърция заедно със закона за църковната юрисдикция на територията на Гърция от 4 септември 1928 г. или т.нар. Синодален акт (на гръцки: Συνoδικής Πράξης της 4ης Σεπτεμβρίoυ 1928) по силата на който всички епархии на територията на Северна Гърция са под патримониума и юрисдикцията на Вселенската патриаршия, въпреки че са налице два предходни прецедента със синодални актове на църквата на Гърция, по силата на които са заграбени от последната църковните диоцези на Йонийските острови и Арта с почти цяла Тесалия (съответно през 1866 г. и 1882 г.), предвид поредните промени в границите на Гърция отвъд международно утвърдената линия Арта - Волос. 